# Елизавета Бранденбургская (1403—1449)
Елизавета Бранденбургская (нем. Elisabeth von Brandenburg, пол. Elżbieta Hohenzollern; 1 мая/29 сентября 1403 — 31 октября 1449) — член дома Гогенцоллернов (по рождению), Силезских Пястов (по первому и второму мужу); дочь маркграфа Бранденбурга Фридриха I и его жены Елизаветы Баварской, дочери Фридриха, герцога Баварско-Ландсхутского. Вторая жена Людвика II Бжегского и Вацлава I Цешинского.

## Биография
Елизавета 9 апреля 1418 года вышла замуж за Людвика II, князя Бжегского и Легницкого в Констанце во время Собора, на котором ее отец, в то время еще бургграф Нюрнберга, был возведен в ранг курфюрста от своего маркграфства Бранденбурга.. 
В этом браке, который по современным источникам был очень дружным, родилось три дочери и один сын — Людвик, единственный сын и наследник своего отца . Но Людвик скончался в 1436 году, и наследником стал племянник её мужа, князь Людвик III Олавский. Видимо, князь Бжегский и Легницкий не хотел оставлять ему свои владения, поэтому он распорядился в своем завещании, чтобы их унаследовала Елизавета по праву вдовьего удела (Oprawa wdowia). Людвик II, один из богатейших людей своего времени, также выделил своим дочерям и жене 30 000 гульденов и 10 000 чешских грошей. Людвик II скончался 30 мая 1436 года, и Елизавета стала княгиней Бжега, Легницы и Злоторыи.
17 февраля 1439 года Елизавета вновь вышла замуж за князя Вацлава I Цешинского, который был младше её на несколько лет. Согласно правилам вдовьего удела Елизавета, вступив в новый брак, теряла права на все свои владения, но она по-прежнему продолжала управлять Легницким и Бжегским княжествами. С 5 марта 1439 года Елизавета Бранденбургская впервые упоминается как княгиня Цешинская.
В 1443 году Елизавета была вынуждена уступить Бжегское княжество Иоганну I, князю Любина, и Генриху X, князю Хойнува, — сыновьям Людвика III, князя Олавского, который умер в 1441 года. Братья заявляли о своих правах на владения князя Людвика II, поскольку, во-первых, они были его ближайшими родственниками по мужской линии, а, во-вторых, Елизавета удерживала Бжег и Легницу незаконно. Чтобы наладить отношения с новоиспечёнными князьями Елизавета выдала младшую дочь Ядвигу замуж за Иоганна I Любинского. Свадьба состоялась в феврале 1445 года. 
К этому моменту Вацлав и Елизавета уже развелись после шести лет несчастливого и бездетного брака, и Елизавета поселилась в Легнице, где и скончалась через четыре года. Вскоре после смерти Елизаветы легницкое дворянство восстало против перспективы передачи княжества Пястам и обратились за помощью к императору Сигизмунду, и он поместил Легницкое княжество под суверенитет Чешского королевства. Через 5 лет, в 1454 году, внук Елизавета Фридрих I Легницкий сумел вернуть Легницу.

## Браки и дети
От первого брака с Людвиком II, князем Бжегским (1380/1385 — 30 апреля 1436) у Елизаветы родилось четверо детей:
- Людвик (1419/1420 — до 7 января 1435)
- Елизавета (5 января 1426 — до 7 января 1435)
- Магдалена (1430 — 10 сентября 1497), муж с февраля 1442 года князь Николай I Опольский (1422/1424 — 3 июля 1476)
- Ядвига (1433 — 21 октября 1471), муж с февраля 1445 года князь Иоганн I Любинский (1425 — ок. 21 ноября 1453).

Второй брак с  Вацлавом I, князем Цешинским (1413/1416 — 1474) был бездетным. В 1445 году супруги развелись.